# Onocentauro
El onocentauro (en griego: Ονοκένταυροι; en latín: onocentaurus) es una criatura mitológica emparentada con el centauro.

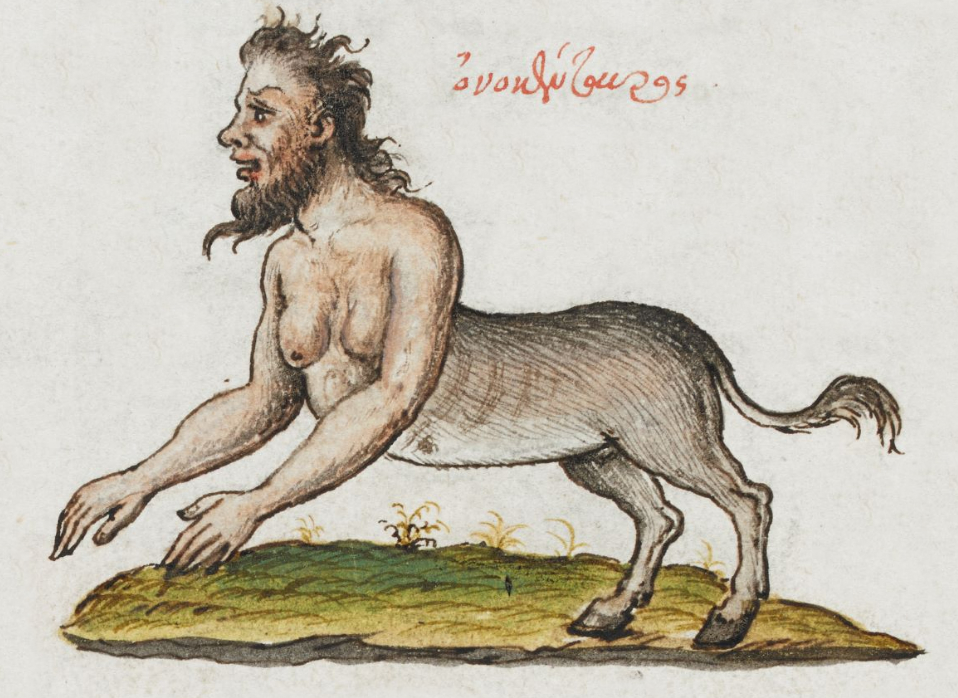
un onocentauro

## El mito
Es afín al centauro, con el que comparte una doble naturaleza, humana y animal. La parte inferior de su cuerpo no es la de un equuus ferus caballus, sino la de un asno De hecho, los centauros pueden ser considerados la macrofamilia, de la que deriva el hipocentauro (con la parte inferior del cuerpo de caballo) y el onocentauro.
Se le consideraba signo de la lujuria masculina y de las personas cercanas a ellos. También es por esta razón por la que se les representa a menudo con dos lenguas.
Al onocentauro se le menciona en los textos islandeses con el nombre de finngalkan.

## En la Biblia
Es citado en la Biblia por el profeta Isaías, en concreto en Isaías 13.22. Con el tiempo y las sucesivas traducciones, las palabras de onocentauro se perdió en favor de centauro, más genérica. En particular, la CEI modificó la propia traducción en los años 1970.